# داسیچی
داسیچی (به لاتین: Dacići) یک منطقهٔ مسکونی در مونته‌نگرو است که در شهرداری روژاجه واقع شده‌است. داسیچی ۳۶۴ نفر جمعیت دارد.